# 리처드 브레이크
리처드 브레이크(Richard Brake, 1964년 11월 30일 ~ )는 웨일스 출신의 미국 배우이다.

## 출연 작품
- 스트레인저스: 챕터1 (2024)
- 킹 아더 카멜롯의 기사 (2020)
- 3 프롬 헬 (2019)
- 더 리벤져 (2019)
- 맨디 (2018)
- 스탈린이 죽었다! (2017)
- 31 (2016)
- 홀로도모르:우크라이나 대학살 (2016)
- 페인 & 리뎀프션 (2015)
- 스파이 (2015)
- 킹스맨 : 시크릿 에이전트 (2015)
- 셋 파이어 투 더 스타즈 (2014)
- 넘버스 스테이션 (2013)
- 인시던트 (2011)
- 워터 포 엘리펀트 (2011)
- 굿 데이 포 잇 (2010)
- 심해원정대 오르페우스호 (2010)
- 레거시 (2010)
- 쿠쿠 (2009)
- 퍼킨스 14 (2009)
- H2: 어느 살인마의 가족 이야기 (2009)
- 톤토 우먼 (2008)
- 아웃포스트 (2008)
- 한니발 라이징 (2007)
- 블랙 달리아 (2006)
- 소울 서처 (2005)
- 뮌헨 (2005)
- 둠 (2005)
- 배트맨 비긴즈 (2005)
- 섭터퓨지 (1996)
- 데스 머신 (1994)

### 텔레비전
- 메이어 오브 킹스타운 (2024-현재)